# Gilda Gray
Gilda Gray (właśc. Marianna Michalska; ur. 25 października 1895 w Rydlewie, zm. 22 grudnia 1959 w Los Angeles) – polsko-amerykańska aktorka filmowa i tancerka.

## Życiorys
Była córką Maksymiliana Michalskiego i Wandy z Kurasów, którzy wzięli ślub 10 listopada 1894 w Żninie. W 1903 wraz z rodzicami wyemigrowała do Stanów Zjednoczonych. Popularność w Ameryce zdobyła dzięki popularyzacji tańca zwanego „shimmy”, który stał się bardzo modny w latach 20. w filmie i teatrze. Została pochowana na Holy Cross Catholic Cemetery & Mortuary w Culver City.

## Filmografia
- 1919: A Virtuous Vamp
- 1921: A Girl with the Jazz Heart
- 1923: Lawful Larceny jako tancerka
- 1926: Aloma of the South Seas jako Aloma
- 1927: Kabaret (Cabaret) jako Gloria Trask
- 1927: Diabelska tancerka (The Devil Dancer) jako Takla
- 1929: Piccadilly jako Mabel Greenfield
- 1936: Rose-Marie jako Bella
- 1936: Wielki Ziegfeld (The Great Ziegfeld) jako ona sama